# Pêpê Rapazote
Pedro de Matos Fernandes, más conocido como Pêpê Rapazote (Lisboa, 10 de septiembre de 1970), es un actor y doblador portugués conocido por su participación en telenovelas y series de televisión como Narcos, Shameless, Laços de Sangue, Amici per la Pelle y Pai à Força. Después de trabajar como arquitecto durante varios años, decidió que la actuación debía ser su "nueva profesión". Habla cinco idiomas: portugués (lengua materna), español (fluido), inglés (fluido), francés e italiano y reparte su tiempo entre Europa, América Latina y Estados Unidos.

## Biografía
Pasó su infancia en Venezuela y luego estudió en el Colégio Moderno y se licenció en Arquitectura en la Facultad de Arquitectura de la Universidad Técnica de Lisboa, tras iniciarse en la actuación a través de la Sociedade de Instrução Guilherme Cossoul, donde actuó en teatro amateur.
Comenzó su formación bajo la dirección del director de escena y actor José Boavida y ha actuado en numerosas obras de teatro, entre ellas A Birra do Morto, de Vicente Sanches (1999), O Lixo, de Francisco Nicholson (2000) y O Segredo do Teu Corpo, de Manuel Halpern (2000), donde debutó profesionalmente.

## Vida personal
Pêpê Rapazote está casado con la actriz Mafalda Vilhena desde 2003. La pareja tiene dos hijas, Júlia Vilhena Rapazote, nacida en 2005, y Leonor Vilhena Rapazote, nacida en diciembre de 2009.
Es primo del ministro de Medio Ambiente portugués, João Pedro Matos Fernandes y de la rapera Capicua.

## Films
- 2019 - La pequeña Suiza
- 2018 - Opération Finale
- 2016 - Milhemet 90 Hadakot
- 2015 - Capitão Falcão
- 2013 - Eleven: Twelve (cortometraje)
- 2011 - Finale (court métrage)
- 2011 - Os Conselhos da Minha Vida
- 2010 - Tea Time (court métrage)
- 2010 - Não há Rosa sem Espinhos (cortometraje)
- 2009 - O Poço (cortometraje)
- 2009 - Second Life
- 2005 - Anita na Praia (cortometraje)
- 2005 - Fin de Curso
- 2003 - Trilogia do Desencontro (cortometraje)
- 2002 - Amicci per la Pelle
- 2001 - Les Filles à Papa
- 2001 - Cavaleiros de Água Doce
- 2000 - O Lampião da Estrela
- 2000 - O Aniversario

## Series de televisión y telenovelas
| Año       | Título                         | Canal de televisión |
| --------- | ------------------------------ | ------------------- |
| 2000      | Super Pai                      | TVI                 |
| 2001      | O Bairro da Fonte              | SIC                 |
| 2001      | Ajuste de Contas               | RTP1                |
| 2001      | Ganância                       | SIC                 |
| 2002      | Um Estranho em Casa            | RTP1                |
| 2002      | Sonhos Traídos                 | TVI                 |
| 2003      | Coração Malandro               | TVI                 |
| 2004      | Baía das Mulheres              | TVI                 |
| 2004-2005 | Os Malucos do Riso             | SIC                 |
| 2004-2005 | Maré Alta                      | SIC                 |
| 2004-2005 | Inspector Max                  | TVI                 |
| 2005      | Ruas Vivas                     | RTP1                |
| 2005      | Os Malucos nas Arábias         | SIC                 |
| 2005      | Malucos na Praia               | SIC                 |
| 2005      | Clube das Chaves               | TVI                 |
| 2005      | Malucos e Filhos               | SIC                 |
| 2005      | O Quadrado das Bermudas        | RTP1                |
| 2005-2006 | Camilo em Sarilhos             | SIC                 |
| 2006      | Os Serranos                    | TVI                 |
| 2006      | Uma Família Normal             | TVI                 |
| 2006      | 7 Vidas                        | SIC                 |
| 2006      | Aqui Não Há Quem Viva          | SIC                 |
| 2006-2007 | Jura                           | SIC                 |
| 2007      | Floribella                     | SIC                 |
| 2008      | O Dia do Regicídio             | RTP1                |
| 2008      | Malucos no Hospital            | SIC                 |
| 2008      | Ainda Bem que Apareceste       | RTP1                |
| 2008-2009 | Vila Faia                      | RTP1                |
| 2009      | Novos Malucos do Riso          | SIC                 |
| 2009-2010 | Perfeito Coração               | SIC                 |
| 2010      | Cidade Despida                 | RTP1                |
| 2010      | Lua Vermelha                   | SIC                 |
| 2010-2011 | Laços de Sangue                | SIC                 |
| 2011      | Conta-me Como Foi              | RTP1                |
| 2011      | O Último Tesouro               | RTP1                |
| 2011      | Liberdade 21                   | RTP1                |
| 2012      | A Princesa                     | RTP1                |
| 2012      | Velhos Amigos                  | RTP1                |
| 2009-2012 | Pai à Força                    | RTP1                |
| 2012      | Maternidade                    | RTP1                |
| 2012-2013 | Dancin' Days                   | SIC                 |
| 2013      | Shameless                      | Showtime            |
| 2015      | Águila Roja                    | La 1                |
| 2013-2016 | Bem-Vindos a Beirais           | RTP1                |
| 2015-2016 | La única mujer                 | TVI                 |
| 2016-2017 | Reina de las Flores            | SIC                 |
| 2017      | Narcos                         | Netflix             |
| 2018      | Narcos: México                 | Netflix             |
| 2019      | Alternativo with Arturo Castro | Comedy Central      |
| 2019      | Queen of the South             | USA Network         |
| 2019-2020 | Na Corda Bamba                 | TVI                 |
| 2022      | La Reina del Sur               | Telemundo           |
| 2023      | Rabo de Peixe                  | Netflix             |

## Sincronización
- 2007 - Los Simpson: la película - Russ Cargill
- 2008 - Los piratas que no hacen nada: una película de VeggieTales - Robert y el Rey
- 2010 - Heavy Rain - Carter Blake
- 2010 - Megamind - Megamind
- 2011 - Las aventuras de Tintín: El secreto del unicornio - Sakharine
- 2011 - El Gato con Botas - Jack
- 2012 - ParaNorman - Perry
- 2015 - Home: No hay lugar como el hogar - Smek
- 2018 - El Grinch - El narrador
- 2019 - Death Stranding - Sam Porter Bridges

## Representaciones
| País           | Agencia              | Repsonsable      | Ref.   |
| -------------- | -------------------- | ---------------- | ------ |
| Estados Unidos | Shushu Entertainment | Guy Kochlani     | [ 6 ]  |
| Estados Unidos | APA Agency           | Jeff Witjas      | [ 7 ]  |
| España         | CC Actores           | David Moreno     | [ 8 ]  |
| Argentina      | Remake               | Javier Furgang   | [ 9 ]  |
| Brasil         | BT Arts              | Mariana Nogueira | [ 10 ] |